# Петко Здребечков
Петко Стоянов Здребечков е български журналист и революционер, деец на Вътрешната македоно-одринска революционна организация (ВМОРО).

## Биография
Петко Здребечков е роден в Малко Търново, тогава в Османската империя, в семейството на участника в Априлското въстание Стоян Здребечков. Завършва II клас в Малкотърновската непълна прогимназия. Занимава се с кожухарство - занаята на баща си, а по-късно става учител и преподава в селата Курудере и Мокрошово, Лозенградско. В 1900 година е привлечен към ВМОРО. На 29 октомври 1902 година, при арестуването в Малко Търново на Райко Петров, Здребечков е задържан в Малкотърновския участък заедно с бащите на терористите Георги Костадиев и Петко Пухов дедо Костадие и Тодор Пухата, като по-късно са освободени. В началото на 1903 година заедно с Райко Петров се срещат с войводата Михаил Герджиков в местността Острата чука, където обсъждат и въпроса за бъдещото въстание. На 6 август 1903 година, по време на Илинденското въстание, влиза в четата на Стоян Камилски и участва в нападението на войската в село Цикнихор на същата дата. Движи се и с четите на Димитър Халачев и Кръстьо Българията.
След Младотурската революция в 1908 година става деец на Съюза на българските конституционни клубове и е избран за делегат на неговия Учредителен конгрес от Малко Търново.
След войните се установява във Варна. Редактор-администратор е на „Български стопански вестник“, орган на Дружеството на варненските търговци. Редактор е и на „Варненски търговски вестник“.
Здребечков умира на 20 април 1934 година.
На 10 март 1943 година вдовицата му Комна, на 58 години, родена в Малко Търново и жителка на Варна, подава молба за българска народна пенсия. Молбата е одобрена и пенсията е отпусната от Министерския съвет на Царство България.